# تیمورآباد (شوط)
تیمورآباد (شوط)، روستایی از توابع بخش مرکزی شهرستان شوط در استان آذربایجان غربی ایران است.

## جمعیت
این روستا در دهستان قره‌قویون شمالی قرار دارد و براساس سرشماری مرکز آمار ایران در سال ۱۳۹۹ جمعیت آن ۱۲۵۷ نفر (۲۰۰ خانوار) بوده‌است.